# Йохан фон Фалкенщайн
Йохан фон Фалкенщайн (на немски: Johann von Falkenstein; † 1351) е господар на Фалкенщайн, бургграф на Ройланд (в Белгия), и губернатор на Люксембург.

## Произход
Той е син на Дитрих, господар на Бранденбург-Нойербург († 1317/1318) от странична линия на графовете на Вианден. Внук е на Фридрих II фон Нойербург-Коберн († 1281) и Ирмгард (Ерменгарда) фон Еш († сл. 1292). Правнук е на Фридрих I фон Нойербург († сл. 1267) и Цецилия фон Изенбург († сл. 1267).
Брат е на Фридрих I фон Бранденбург-Мюленбах († ок. 1322), Дитрих (свещеник), и Готфрид, каноник в Трир († ок. 1358).

## Фамилия
Първи брак: между 19 юни 1311 и 26 март 1316 г. с Хелвис де Круне фон Велденц († 12 март 1334/29 юли 1346), вдовица на Якоб фон Фалкенщайн († 1311), дъщеря на Поинкигнон де Круне. Те имат една дъщеря:
- Бланшефлор фон Фалкенщайн († сл. 15 август 1378), омъжена I. пр. 21 декември 1351 г. за Арнолд фон Бланкенхайм († 1358), II. 1360 г. за Буркард I фон Финстинген-Шьонекен († 20 март 1377), те са родители на: граф Йохан III фон Финстинген († сл. 1443) и Буркхард II, господар на Финстинген († сл. 1389)

Втори брак: пр. 29 юли 1346 г. с Ермезинда фон Бланкенхайм (* пр. 1346; † 29 февруари 1396), дъщеря на Герхард VI фон Бланкенхайм († 1348/1350) и съпругата му Анна фон Кирбург († сл. 1353). Те нямат деца.
След смъртта му вдовицата му Ермезинда фон Бланкенхайм се омъжва втори път пр. 15 юни 1355 г. за Йохан фон Болхен, Волмеринген-Узелдинген († сл. 1377).